# Базів Василь Андрійович
Васи́ль Андрі́йович Ба́зів (нар. 17 травня 1955, Семигинів, Стрийський район) — кандидат політичних наук, професор кафедри суспільно-політичних наук, глобалістики та соціальних комунікацій Інституту права та суспільних відносин Університету «Україна», Надзвичайний і Повноважний Посол України, екс-заступник голови Адміністрації Президента України,, президент Українського центру геополітичних та національних стратегій (з 2005), журналіст, письменник, член Національної спілки журналістів України (з 1980) та Національної спілки письменників України (з 2000).

## Біографічна довідка
Народився 17 травня 1955 в с. Семигинів Стрийського району Львівської області, українець. Батько Андрій Васильович (1923—1983) — інвалід війни; мати Марія Гнатівна (1923—2003) — селянка; дружина Надія Володимирівна (1954) — головний редактор Національної телекомпанії України; син Андрій (1983) закінчив Університет Джорджа Вашингтона (США).

Закінчив факультет журналістики Львівського державного університету ім. І. Франка; захистив кандидатську дисертацію з політології на тему «Партії в політичній системі перехідного періоду: українська практика і світовий досвід» (1999, Львівський державний університет ім. І. Франка).
1977–78 — кореспондент газети «Молодь Закарпаття», м. Ужгород. 1978–83 — завідувач відділу газети «Ленінська молодь», м. Львів. 1983–87 — власний кореспондент газети «Молодь України», м. Київ. 1987–90 — власний кореспондент газети «Робітнича газета», м. Київ. 1990–92 — головний редактор газети «За вільну Україну». 1992–95 — директор інформаційно-аналітичного центру, Львівська облдержадміністрація. 1994–97 — головний редактор газети «Український шлях». 1997—2000 — заступник голови з політико-правових питань, Львівська облдержадміністрація. Із серпня 2000 року — радник, Посольство України в Канаді. З 03.2001 — Генеральний Консул України в м. Торонто, потім радник Президента України, консультант Президента України. З 06.2003–12.2004 — заступник Глави Адміністрації Президента України — керівник Головного аналітичного управління Адміністрації Президента України. Володіє англійською мовою.
Автор книг: «Повернення до здорового глузду» (1988), «Інструмент влади» (1999), «Парламент української держави: проблеми партійної структуралізації» (1999), «Політичні партії в незалежній Україні: генеза і типологія» (1999), чотиритомника художньо-філософських есеїв «Шлях з рабства» (1999), збірника «Європа — Україна», збірки нарисів «Три грані подвигу», інтелектуальної дилогії «Кінець світу: до і після» (2012-13 роки, номінована на Шевченківську премію). Останнім часом В.Базів працює у царині художньої літератури: у 2011 році у видавництві «Фоліо» вийшов епічний роман"Хрест", номінований на Шевченківську премію. Роман виданий в англійському перекладі у США у 2013 році. Тоді ж у цьому ж видавництві вийшов сатирично-політичний роман "Брати або Могила для «тушки». У 2014 році видавництво «Український пріоритет» видало роман-реквієм В. Базіва «Армагеддон на Майдані», який в англійському перекладі вийшов у США у видавництві «Anaphora Literary Press».

## Критика
- Журналісти газети «Поступ» виявили відсутність автореферату та завчасних даних по дисертації передбачених процедурою. Голосування вченої ради по «віртуальній дисертації» прогнозовано по-конформістськи одностайно позитивне. Тож через два десятиліття здобуття кандидатського ступеню з політології тодішнім заступником голови облдержадміністрації Василя Базіва порівняли зі ще більш скандальним захистом кандидатської нардепом IX скликання від партії ОПЗЖ Іллі Киви. [2]

- У 2022 році В.А.Базів відзначився ксенофобськими і расистськими висловлюваннями на адресу відомого українського історика та публіциста Вахтанга Кіпіані [3]

## Відзнаки
- Орден «За заслуги» третього (1999) і другого ступенів (2004);
- Дипломатичний ранг — Надзвичайний і Повноважний Посол України (2004).